# Ерик Кабу
Ерик Кабу (на английски: Erick Kabu) е ганайски футболист. Играе като централен нападател. От юли 2008 година носи екипа на Ботев (Пловдив).

## Състезателна кариера
Кабу е роден в столицата на Гана – Акра и започва кариерата си в местния клуб „Акра Хартс ъф Оук“. След като преминава през всички юношески гарнитури, на 18 години дебютира за първия тим. За два сезона той се представя отлично и вкарва 17 гола в 35 срещи. През лятото на 2008 г., Ерик пристига в България и след кратък пробен период подписва 3-годишен договор с Ботев (Пловдив). Кабу дебютира за „канарчетата“ на 4 октомври 2008 г., в двубой от А футболна група срещу Сливен.